# Ceyhun Eriş
Ceyhun Eriş, född 15 maj 1977 i Giresun, är en turkisk tidigare fotbollsspelare (mittfältare).

## Klubbkarriär
Eriş spelade under våren 2010 för Assyriska FF efter att ha värvats från Denizlispor. Han lämnade Assyriska för spel i Turkiet och spelade sin sista match i Assyriskatröjan mot Sundsvall den 17 juli. Han skrev sedan på för Sivasspor som spelar i turkiska högsta ligan år 2010. Han gjorde 2 mål på 15 matcher innan han skrev på ett kontrakt för Denizlispor säsongen 2011. Där hann han göra 2 mål på tio matcher.
Han flyttade sedan till Dogan Türk Birligi i den nordcypriotiska ligan. Där gjorde han 11 matcher och 5 mål. 31 augusti 2012 återvände Eriş till Assyriska och har skrivit ett kontrakt säsongen ut. Han spelade fyra matcher varav två från start och gjorde ett mål samt en assist för klubben.

## Landslagskarriär
Eriş spelade en A-landskamp för Turkiet då han som 31-åring gjorde landslagsdebut i VM-kvalmatchen mot Belgien.